# Epeche Chico
Epeche Chico är en ort i Mexiko.   Den ligger i kommunen Mazamitla och delstaten Jalisco, i den centrala delen av landet, 400 km väster om huvudstaden Mexico City. Epeche Chico ligger 2 139 meter över havet och antalet invånare är 724.
Terrängen runt Epeche Chico är huvudsakligen kuperad, men den allra närmaste omgivningen är platt. Runt Epeche Chico är det ganska glesbefolkat, med 28 invånare per kvadratkilometer. Närmaste större samhälle är Mazamitla, 2,6 km söder om Epeche Chico. I omgivningarna runt Epeche Chico växer i huvudsak blandskog.